# هنري أرلند
هنري أرلاند (بالألمانية: Henry Arland)‏ (2 سبتمبر 1945 في بلانيغ) هو موسيقي وملحن وعازف على آلة الكلارينيت ألماني.

## حياته
هنري أرلند هو ابن الملحن الألماني رولف أرلند، تعلم وهو طفل صغير العزف على الكلارينيت. عندما بلغ الرابعة عشر من عمره تحصل على كلارينيت كهدية من والده. يقول هنري (لقد نصحني والدي أن أعزف بكل إحساس، كما لو أنني أقبل امرأة. لقد أخذت هذا إلى قلبي). بعد المدرسة العادية، درس في المدرسة العليا للموسيقى والمسرح بميونخ وقدم هناك امتحاناته. ثم أصبح معلماً ورئيس مدرسة الموسيقى في برين أم شيمزي. بعد أن سجل أول أسطوانة له ظهر على شاشة التلفزيون. في عام 1967 أسس فرقة «هنري أرلند لايف» وحقق معها نجاحا كبيرا.
شارك أرلند في المسابقة الألمانية للجائزة الكبرى للموسيقى الشعبية 1990 بمعزوفة (أغنية هايدي)، لكنه لم يستطع التأهل إلى النهائي.
في عام 1993. شارك هنري لأول مرة جنبا إلى جنب مع ولديه ماكسي وهانزي في الحصة الشعبية (هيت براد) في القناة التلفزيونية الألمانية الثانية ZDF عند كارولين رايبر وتحصل الثلاثي على المركز الأول. فيما بعد استدعوا لعدة مرات كضيوف في نفس البرنامج.
تحصل الثلاثي أرلند على الجائزة الكبرى للموسيقى الشعبية عام 1994، واستطاعوا مع هنري تلحين معزوفة صدى الجبال.

## العناوين المعروفة
- لحن الزهور
- صدى الجبال 1994
- جبال رومانسية

## فهرس التسجيلات
أسطوانات السيدي لهنري، هانزي وماكسي
- المشاعر
- لحن الزهور
- النجاح الكبير
- صدى الجبال 1994
- أجمل أغاني عيد الميلاد
- أجمل ألحان العالم

سيدي هنري
- ألحان للقلب

## وصلات خارجية
- هنري أرلند على موقع IMDb (الإنجليزية)
- هنري أرلند على موقع ميوزك برينز (الإنجليزية)
- هنري أرلند على موقع أول ميوزيك (الإنجليزية)
- هنري أرلند على موقع ديسكوغز (الإنجليزية)
- الموقع الرسمي